# Jean de Cardaillac
Pour les articles homonymes, voir Cardaillac (homonymie).
Pour les autres membres de la famille, voir Famille de Cardaillac (Cardaillac).
Jean de Cardaillac est un prélat français du XIVe siècle.

## Biographie
Jean de Cardaillac est issu de la famille noble des seigneurs de Cardaillac, en Quercy.
Il professe le droit à Toulouse, fut nommé en 1351 évêque d’Orense en Galice, en 1361 évêque du Puy, avant d'être nommé archevêque de Braga en Portugal la même année. Il est enfin patriarche de Jérusalem et administrateur perpétuel de l'archevêché de Toulouse de 1379 à 1390. Il donna des preuves éclatantes de son dévouement dans les guerres de Charles V contre les Anglo-aquitains, encouragea les habitants de la Guyenne à se révolter, et facilita les conquêtes de Du Guesclin.